# Lijst van Amerikaanse ministers van de Marine
De minister van de Marine (Engels: United States Secretary of the Navy) was de leidinggevende functionaris voor het ministerie van de Marine van de Verenigde Staten van 1797 tot 1947 toen het werd gefuseerd met het ministerie van Oorlog tot het ministerie van Defensie.
| Nr.    | Minister van de Marine Secretary of the Navy | Minister van de Marine Secretary of the Navy | Minister van de Marine Secretary of the Navy | Ambtstermijn                         | Ambtstermijn      | Partij(en)                    | President(en)                         | Kabinet(en)          |
| ------ | -------------------------------------------- | -------------------------------------------- | -------------------------------------------- | ------------------------------------ | ----------------- | ----------------------------- | ------------------------------------- | -------------------- |
| 1      |                                              | Benjamin Stoddert                            | Benjamin Stoddert (1744–1813)                | 18 juni 1797                         | 31 maart 1801     | F                             | John Adams (1797–1801)                | J. Adams             |
| 1      | Thomas Jefferson (1801–1809)                 | Benjamin Stoddert                            | Benjamin Stoddert (1744–1813)                | 18 juni 1797                         | 31 maart 1801     | F                             | Jefferson                             |                      |
| Vacant | Thomas Jefferson (1801–1809)                 |                                              |                                              |                                      |                   |                               | Jefferson                             |                      |
| 2      | Thomas Jefferson (1801–1809)                 |                                              | Robert Smith                                 | Robert Smith (1757–1842)             | 27 juli 1801      | 4 maart 1809                  | Jefferson                             | DR                   |
| Vacant | Vacant                                       | Vacant                                       | Vacant                                       | Vacant                               | Vacant            | Vacant                        | James Madison (1809–17)               | Madison              |
| 3      |                                              | Paul Hamilton                                | Paul Hamilton (1762–1816)                    | 15 maart 1809                        | 1 januari 1813    | DR                            | James Madison (1809–17)               | Madison              |
| Vacant |                                              |                                              |                                              |                                      |                   |                               | James Madison (1809–17)               | Madison              |
| 4      |                                              | William Jones                                | William Jones (1760–1813)                    | 20 januari 1813                      | 1 december 1814   | DR                            | James Madison (1809–17)               | Madison              |
| Vacant |                                              |                                              |                                              |                                      |                   |                               | James Madison (1809–17)               | Madison              |
| 5      |                                              | Benjamin Crowninshield                       | Benjamin Crowninshield (1772–1851)           | 15 januari 1815                      | 30 september 1818 | DR                            | James Madison (1809–17)               | Madison              |
| 5      | DR                                           | Benjamin Crowninshield                       | Benjamin Crowninshield (1772–1851)           | 15 januari 1815                      | 30 september 1818 | James Monroe (1817–25)        | Monroe                                |                      |
| Vacant |                                              |                                              |                                              |                                      |                   | James Monroe (1817–25)        | Monroe                                |                      |
| 6      |                                              | Smith Thompson                               | Smith Thompson (1768–1843)                   | 30 september 1818                    | 1 september 1823  | James Monroe (1817–25)        | Monroe                                | DR                   |
| Vacant |                                              |                                              |                                              |                                      |                   | James Monroe (1817–25)        | Monroe                                |                      |
| 7      |                                              | Samuel Southard                              | Samuel Southard (1787–1824)                  | 16 september 1823                    | 4 maart 1829      | James Monroe (1817–25)        | Monroe                                | DR                   |
| 7      | DR (1823–28)                                 | Samuel Southard                              | Samuel Southard (1787–1824)                  | 16 september 1823                    | 4 maart 1829      | John Quincy Adams (1825–29)   | J.Q. Adams                            |                      |
| 7      | NR (1828–29)                                 | Samuel Southard                              | Samuel Southard (1787–1824)                  | 16 september 1823                    | 4 maart 1829      | John Quincy Adams (1825–29)   | J.Q. Adams                            |                      |
| 8      |                                              | John Branch                                  | John Branch (1782–1862)                      | 4 maart 1829                         | 12 mei 1831       | D                             | Andrew Jackson (1829–1837)            | Jackson (1829–1837)  |
| Vacant |                                              |                                              |                                              |                                      |                   |                               | Andrew Jackson (1829–1837)            | Jackson (1829–1837)  |
| 9      |                                              | Levi Woodbury                                | Levi Woodbury (1789–1851)                    | 22 mei 1831                          | 1 juli 1834       | D                             | Andrew Jackson (1829–1837)            | Jackson (1829–1837)  |
| 10     |                                              | Mahlon Dickerson                             | Mahlon Dickerson (1770–1853)                 | 1 juli 1834                          | 1 juli 1838       | D                             | Andrew Jackson (1829–1837)            | Jackson (1829–1837)  |
| 10     | D                                            | Mahlon Dickerson                             | Mahlon Dickerson (1770–1853)                 | 1 juli 1834                          | 1 juli 1838       | Martin Van Buren (1837–1841)  | Van Buren                             |                      |
| 11     |                                              | James Paulding                               | James Faulding (1778–1860)                   | 1 juli 1838                          | 4 maart 1841      | Martin Van Buren (1837–1841)  | Van Buren                             | D                    |
| Vacant | Vacant                                       | Vacant                                       | Vacant                                       | Vacant                               | Vacant            | Vacant                        | William Henry Harrison (1841)         | W.H. Harrison (1841) |
| 12     |                                              | George Badger                                | George Badger (1795–1866)                    | 8 maart 1841                         | 11 september 1841 | W                             | William Henry Harrison (1841)         | W.H. Harrison (1841) |
| 12     | W                                            | George Badger                                | George Badger (1795–1866)                    | 8 maart 1841                         | 11 september 1841 | John Tyler (1841–1845)        | Tyler                                 |                      |
| Vacant |                                              |                                              |                                              |                                      |                   | John Tyler (1841–1845)        | Tyler                                 |                      |
| 13     |                                              | Abel Upshur                                  | Abel Upshur (1790–1844)                      | 11 oktober 1841                      | 24 juli 1843      | John Tyler (1841–1845)        | Tyler                                 | W                    |
| 14     |                                              | David Henshaw                                | David Henshaw (1791–1852)                    | 24 juli 1843                         | 18 februari 1844  | John Tyler (1841–1845)        | Tyler                                 | D                    |
| 15     |                                              | Thomas Gilmer                                | Thomas Gilmer (1802–1844)                    | 18 februari 1844                     | 28 februari 1844  | John Tyler (1841–1845)        | Tyler                                 | D                    |
| Vacant |                                              |                                              |                                              |                                      |                   | John Tyler (1841–1845)        | Tyler                                 |                      |
| 16     |                                              | John Mason                                   | John Mason (1799–1859)                       | 26 maart 1844                        | 4 maart 1845      | John Tyler (1841–1845)        | Tyler                                 | D                    |
| Vacant | Vacant                                       | Vacant                                       | Vacant                                       | Vacant                               | Vacant            | Vacant                        | James Polk (1845–1849)                | Polk                 |
| 17     |                                              | George Bancroft                              | George Bancroft (1800–1891)                  | 11 maart 1845                        | 10 september 1846 | D                             | James Polk (1845–1849)                | Polk                 |
| 18     |                                              | John Mason                                   | John Mason (1799–1859)                       | 10 september 1846                    | 4 maart 1849      | D                             | James Polk (1845–1849)                | Polk                 |
| Vacant | Vacant                                       | Vacant                                       | Vacant                                       | Vacant                               | Vacant            | Vacant                        | Zachary Taylor (1849–1850)            | Taylor               |
| 19     |                                              | William Preston                              | William Preston (1805–1862)                  | 8 maart 1849                         | 22 juli 1850      | W                             | Zachary Taylor (1849–1850)            | Taylor               |
| 19     | W                                            | William Preston                              | William Preston (1805–1862)                  | 8 maart 1849                         | 22 juli 1850      | Millard Fillmore (1850–1853)  | Fillmore                              |                      |
| Vacant |                                              |                                              |                                              |                                      |                   | Millard Fillmore (1850–1853)  | Fillmore                              |                      |
| 20     |                                              | William Graham                               | William Graham (1804–1875)                   | 1 augustus 1950                      | 25 juli 1852      | Millard Fillmore (1850–1853)  | Fillmore                              | W                    |
| 21     |                                              | John Pendleton Kennedy                       | John Pendleton Kennedy (1791–1852)           | 25 juli 1852                         | 4 maart 1853      | Millard Fillmore (1850–1853)  | Fillmore                              | W                    |
| 22     |                                              | James Dobbin                                 | James Dobbin (1814–1857)                     | 4 maart 1853                         | 4 maart 1857      | D                             | Franklin Pierce (1853–1857)           | Pierce               |
| 23     |                                              | Isaac Toucey                                 | Isaac Toucey (1792–1869)                     | 4 maart 1857                         | 4 maart 1861      | D                             | James Buchanan (1857–1861)            | Buchanan             |
| 24     |                                              | Gideon Welles                                | Gideon Welles (1802–1878)                    | 4 maart 1861                         | 4 maart 1869      | R                             | Abraham Lincoln (1861–1865)           | Lincoln              |
| 24     | Andrew Johnson (1865–1869)                   | Gideon Welles                                | Gideon Welles (1802–1878)                    | 4 maart 1861                         | 4 maart 1869      | R                             | A. Johnson                            |                      |
| 25     |                                              | Adolph Borie                                 | Adolph Borie (1809–1880)                     | 4 maart 1869                         | 25 juni 1869      | R                             | Ulysses S. Grant (1869–1877)          | Grant                |
| 26     |                                              | George Robeson                               | George Robeson (1829–1897)                   | 25 juni 1869                         | 12 maart 1877     | R                             | Ulysses S. Grant (1869–1877)          | Grant                |
| 26     | R                                            | George Robeson                               | George Robeson (1829–1897)                   | 25 juni 1869                         | 12 maart 1877     | Rutherford Hayes (1877–1881)  | Hayes                                 |                      |
| 27     |                                              | Richard Thompson                             | Richard Thompson (1809–1900)                 | 12 maart 1877                        | 20 december 1880  | Rutherford Hayes (1877–1881)  | Hayes                                 | R                    |
| Vacant |                                              |                                              |                                              |                                      |                   | Rutherford Hayes (1877–1881)  | Hayes                                 |                      |
| 28     |                                              | Nathan Goff                                  | Nathan Goff (1843–1920)                      | 6 januari 1881                       | 4 maart 1881      | Rutherford Hayes (1877–1881)  | Hayes                                 | R                    |
| 29     |                                              | William Hunt                                 | William Hunt (1823–1884)                     | 4 maart 1881                         | 16 april 1882     | R                             | James Garfield (1881)                 | Garfield             |
| 29     | Chester Arthur (1881–1885)                   | William Hunt                                 | William Hunt (1823–1884)                     | 4 maart 1881                         | 16 april 1882     | R                             | Arthur                                |                      |
| 30     | Chester Arthur (1881–1885)                   |                                              | William Chandler                             | William Chandler (1835–1917)         | 16 april 1882     | 4 maart 1885                  | Arthur                                | R                    |
| 31     |                                              | William Whitney                              | William Whitney (1841–1904)                  | 4 maart 1885                         | 4 maart 1889      | D                             | Grover Cleveland (1885–1889)          | Cleveland I          |
| 32     |                                              | Benjamin Tracy                               | Benjamin Tracy (1830–1915)                   | 4 maart 1889                         | 4 maart 1893      | R                             | Benjamin Harrison (1889–1893)         | B. Harrison          |
| 33     |                                              | Hilary Herbert                               | Hilary Herbert (1834–1919)                   | 4 maart 1893                         | 4 maart 1897      | D                             | Grover Cleveland (1893–1897)          | Cleveland II         |
| 34     |                                              | John Long                                    | John Long (1838–1915)                        | 4 maart 1897                         | 1 mei 1902        | R                             | William McKinley (1897–1901)          | McKinley             |
| 34     | Theodore Roosevelt (1901–1909)               | John Long                                    | John Long (1838–1915)                        | 4 maart 1897                         | 1 mei 1902        | R                             | T. Roosevelt                          |                      |
| 35     | Theodore Roosevelt (1901–1909)               |                                              | William Moody                                | William Moody (1853–1917)            | 1 mei 1902        | 1 juli 1904                   | T. Roosevelt                          | R                    |
| 36     | Theodore Roosevelt (1901–1909)               |                                              | Paul Morton                                  | Paul Morton (1857–1911)              | 1 juli 1904       | 1 juli 1905                   | T. Roosevelt                          | R                    |
| 37     | Theodore Roosevelt (1901–1909)               |                                              | Charles Joseph Bonaparte                     | Charles Joseph Bonaparte (1851–1921) | 1 juli 1905       | 16 december 1906              | T. Roosevelt                          | R                    |
| 38     | Theodore Roosevelt (1901–1909)               |                                              | Victor Metcalf                               | Victor Metcalf (1853–1936)           | 16 december 1906  | 30 november 1908              | T. Roosevelt                          | R                    |
| 39     | Theodore Roosevelt (1901–1909)               |                                              | Truman Newberry                              | Truman Newberry (1864–1945)          | 30 november 1908  | 4 maart 1909                  | T. Roosevelt                          | R                    |
| 40     |                                              | George Meyer                                 | George Meyer (1858–1918)                     | 4 maart 1909                         | 4 maart 1913      | R                             | William Howard Taft (1909–1913)       | Taft                 |
| 41     |                                              | Josephus Daniels                             | Josephus Daniels (1862–1948)                 | 4 maart 1913                         | 4 maart 1921      | D                             | Woodrow Wilson (1913–1921)            | Wilson               |
| 42     |                                              | Edwin Denby                                  | Edwin Denby (1870–1929)                      | 4 maart 1921                         | 10 maart 1924     | R                             | Warren Harding (1921–1923)            | Harding              |
| 42     | Calvin Coolidge (1923–1929)                  | Edwin Denby                                  | Edwin Denby (1870–1929)                      | 4 maart 1921                         | 10 maart 1924     | R                             | Coolidge                              |                      |
| Vacant | Calvin Coolidge (1923–1929)                  |                                              |                                              |                                      |                   |                               | Coolidge                              |                      |
| 43     | Calvin Coolidge (1923–1929)                  |                                              | Curtis Wilbur                                | Curtis Wilbur (1867–1954)            | 20 maart 1924     | 4 maart 1929                  | Coolidge                              | R                    |
| 44     |                                              | Edwin Denby                                  | Charles Adams (1866–1954)                    | 4 maart 1929                         | 4 maart 1933      | R                             | Herbert Hoover (1929–1933)            | Hoover               |
| 45     |                                              | Claude Swanson                               | Claude Swanson (1862–1939)                   | 4 maart 1933                         | 7 juli 1939       | D                             | Franklin Delano Roosevelt (1933–1945) | F.D. Roosevelt       |
| 46     |                                              | Charles Edison                               | Charles Edison (1890–1969)                   | 7 juli 1939                          | 24 juni 1940      | R (1939–40)                   | Franklin Delano Roosevelt (1933–1945) | F.D. Roosevelt       |
| 46     | D (1940)                                     | Charles Edison                               | Charles Edison (1890–1969)                   | 7 juli 1939                          | 24 juni 1940      |                               | Franklin Delano Roosevelt (1933–1945) | F.D. Roosevelt       |
| [ 9 ]  |                                              | Lewis Compton                                | Lewis Compton (1882–1942)                    | 24 juni 1940                         | 11 juli 1940      | D                             | Franklin Delano Roosevelt (1933–1945) | F.D. Roosevelt       |
| 47     |                                              | Frank Knox                                   | Frank Knox (1874–1944)                       | 11 juli 1940                         | 28 april 1944     | R                             | Franklin Delano Roosevelt (1933–1945) | F.D. Roosevelt       |
| [ 9 ]  |                                              | Ralph Bard                                   | Ralph Bard (1884–1975)                       | 28 april 1944                        | 19 mei 1944       | R                             | Franklin Delano Roosevelt (1933–1945) | F.D. Roosevelt       |
| 48     |                                              | James Forrestal                              | James Forrestal (1892–1949)                  | 19 mei 1944                          | 17 september 1947 | D                             | Franklin Delano Roosevelt (1933–1945) | F.D. Roosevelt       |
| 48     | D                                            | James Forrestal                              | James Forrestal (1892–1949)                  | 19 mei 1944                          | 17 september 1947 | Harry S. Truman (1945–1953)   | Truman                                |                      |
| Nr.    | Minister van de Marine Secretary of the Navy | Minister van de Marine Secretary of the Navy | Minister van de Marine Secretary of the Navy | Ambtstermijn                         | Ambtstermijn      | Partij(en)                    | President(en)                         | Kabinet(en)          |
| 49     |                                              | John Sullivan                                | John Sullivan (1899–1982)                    | 17 september 1947                    | 24 mei 1949       | D                             | Harry S. Truman (1945–1953)           | Truman               |
| 50     |                                              | Francis Matthews                             | Francis Matthews (1887–1952)                 | 24 mei 1949                          | 31 juli 1951      | D                             | Harry S. Truman (1945–1953)           | Truman               |
| 51     |                                              | Dan Kimball                                  | Dan Kimball (1896–1970)                      | 31 juli 1951                         | 20 januari 1953   | D                             | Harry S. Truman (1945–1953)           | Truman               |
| 52     |                                              | Robert Anderson                              | Robert Anderson (1910–1989)                  | 20 januari 1953                      | 4 maart 1954      | R                             | Dwight D. Eisenhower (1953–1961)      | Eisenhower           |
| 53     |                                              | Charles Thomas                               | Charles Thomas (1897–1983)                   | 4 maart 1954                         | 1 april 1957      | R                             | Dwight D. Eisenhower (1953–1961)      | Eisenhower           |
| 54     |                                              | Thomas Gates                                 | Thomas Gates (1906–1983)                     | 1 april 1957                         | 10 juni 1959      | R                             | Dwight D. Eisenhower (1953–1961)      | Eisenhower           |
| 55     |                                              | William B. Franke                            | William Franke (1894–1979)                   | 10 juni 1959                         | 20 januari 1961   | R                             | Dwight D. Eisenhower (1953–1961)      | Eisenhower           |
| 56     |                                              | John Connally                                | John Connally (1917–1993)                    | 20 januari 1961                      | 31 december 1961  | D                             | John F. Kennedy (1961–1963)           | Kennedy              |
| Vacant |                                              |                                              |                                              |                                      |                   |                               | John F. Kennedy (1961–1963)           | Kennedy              |
| 57     |                                              | Fred Korth                                   | Fred Korth (1909–1998)                       | 4 januari 1962                       | 1 november 1963   | D                             | John F. Kennedy (1961–1963)           | Kennedy              |
| [ 9 ]  |                                              | Paul Fay                                     | Paul Fay (1918–2009)                         | 1 november 1963                      | 28 november 1963  | D                             | John F. Kennedy (1961–1963)           | Kennedy              |
| [ 9 ]  | D                                            | Paul Fay                                     | Paul Fay (1918–2009)                         | 1 november 1963                      | 28 november 1963  | Lyndon B. Johnson (1963–1969) | L.B. Johnson                          |                      |
| 58     |                                              | Paul Nitze                                   | Paul Nitze (1907–2004)                       | 28 november 1963                     | 30 juni 1967      | Lyndon B. Johnson (1963–1969) | L.B. Johnson                          | O                    |
| Vacant |                                              |                                              |                                              |                                      |                   | Lyndon B. Johnson (1963–1969) | L.B. Johnson                          |                      |
| 59     |                                              | Paul Ignatius                                | Paul Ignatius (1920)                         | 1 september 1967                     | 25 januari 1969   | Lyndon B. Johnson (1963–1969) | L.B. Johnson                          | O                    |
| 59     | O                                            | Paul Ignatius                                | Paul Ignatius (1920)                         | 1 september 1967                     | 25 januari 1969   | Richard Nixon (1969–1974)     | Nixon                                 |                      |
| 60     |                                              | John Chafee                                  | John Chafee (1922–1999)                      | 25 januari 1969                      | 5 mei 1972        | Richard Nixon (1969–1974)     | Nixon                                 | R                    |
| 61     |                                              | John Warner                                  | John Warner (1927–2021)                      | 5 mei 1972                           | 8 april 1974      | Richard Nixon (1969–1974)     | Nixon                                 | R                    |
| 62     |                                              | John William Middendorf                      | John William Middendorf (1924)               | 8 april 1974                         | 20 januari 1977   | Richard Nixon (1969–1974)     | Nixon                                 | R                    |
| 62     | R                                            | John William Middendorf                      | John William Middendorf (1924)               | 8 april 1974                         | 20 januari 1977   | Gerald Ford (1974–1977)       | Ford                                  |                      |
| 63     |                                              | Graham Claytor                               | Graham Claytor (1912–1994)                   | 20 januari 1977                      | 25 augustus 1979  | D                             | Jimmy Carter (1977–1981)              | Carter               |
| 64     |                                              | Edward Hidalgo                               | Edward Hidalgo (1912–1995)                   | 25 augustus 1979                     | 20 januari 1981   | O                             | Jimmy Carter (1977–1981)              | Carter               |
| 65     |                                              | John Lehman                                  | John Lehman (1942)                           | 20 januari 1981                      | 10 april 1987     | R                             | Ronald Reagan (1977–1981)             | Reagan               |
| 66     |                                              | Jim Webb                                     | Jim Webb (1946)                              | 10 april 1987                        | 22 februari 1988  | R                             | Ronald Reagan (1977–1981)             | Reagan               |
| 67     |                                              | William Ball                                 | William Ball (1948)                          | 22 februari 1988                     | 16 mei 1989       | R                             | Ronald Reagan (1977–1981)             | Reagan               |
| 67     | R                                            | William Ball                                 | William Ball (1948)                          | 22 februari 1988                     | 16 mei 1989       | George H.W. Bush (1989–1993)  | G.H.W. Bush                           |                      |
| 68     |                                              | Henry Garrett                                | Henry Garrett (1939)                         | 16 mei 1989                          | 26 juni 1992      | George H.W. Bush (1989–1993)  | G.H.W. Bush                           | R                    |
| [ 9 ]  |                                              | Daniel Howard                                | Daniel Howard (1943)                         | 26 juni 1992                         | 2 oktober 1992    | George H.W. Bush (1989–1993)  | G.H.W. Bush                           | R                    |
| 69     |                                              | Sean O'Keefe                                 | Sean O'Keefe (1956)                          | 2 oktober 1992                       | 20 januari 1993   | George H.W. Bush (1989–1993)  | G.H.W. Bush                           | R                    |
| [ 9 ]  |                                              | Frank Kelso                                  | Admiral Frank Kelso (1933–2013)              | 20 januari 1993                      | 22 juli 1993      | O                             | Bill Clinton (1993–2001)              | Clinton              |
| 70     |                                              | John Dalton                                  | John Dalton (1941)                           | 22 juli 1993                         | 16 november 1998  | D                             | Bill Clinton (1993–2001)              | Clinton              |
| 71     |                                              | Richard Danzig                               | Richard Danzig (1944)                        | 16 november 1998                     | 20 januari 2001   | D                             | Bill Clinton (1993–2001)              | Clinton              |
| [ 9 ]  |                                              | Robert Pirie                                 | Robert Pirie (1933)                          | 20 januari 2001                      | 25 mei 2001       | D                             | George W. Bush (2001–2009)            | G.W. Bush            |
| 72     |                                              | Gordon England                               | Gordon England (1937)                        | 25 mei 2001                          | 30 januari 2003   | R                             | George W. Bush (2001–2009)            | G.W. Bush            |
| [ 9 ]  |                                              | Susan Livingstone                            | Susan Livingstone (1946)                     | 30 januari 2003                      | 7 februari 2003   | R                             | George W. Bush (2001–2009)            | G.W. Bush            |
| [ 9 ]  |                                              | Hansford Johnson                             | Hansford Johnson (1936)                      | 7 februari 2003                      | 30 september 2003 | O                             | George W. Bush (2001–2009)            | G.W. Bush            |
| 73     |                                              | Gordon England                               | Gordon England (1937)                        | 30 september 2003                    | 3 januari 2006    | R                             | George W. Bush (2001–2009)            | G.W. Bush            |
| 74     |                                              | Donald Winter                                | Donald Winter (1948)                         | 3 januari 2006                       | 13 maart 2009     | R                             | George W. Bush (2001–2009)            | G.W. Bush            |
| 74     | R                                            | Donald Winter                                | Donald Winter (1948)                         | 3 januari 2006                       | 13 maart 2009     | Barack Obama (2009–2017)      | Obama                                 |                      |
| [ 9 ]  |                                              | B.J. Penn                                    | B.J. Penn (1938)                             | 13 maart 2009                        | 13 maart 2009     | Barack Obama (2009–2017)      | Obama                                 | O                    |
| 75     |                                              | Ray Mabus                                    | Ray Mabus (1948)                             | 13 maart 2009                        | 20 januari 2017   | Barack Obama (2009–2017)      | Obama                                 | D                    |
| [ 9 ]  |                                              | Sean Stackley                                | Sean Stackley (1957)                         | 20 januari 2017                      | 3 augustus 2017   | O                             | Donald Trump (2017–2021)              | Trump                |
| 76     |                                              | Richard Spencer                              | Richard Spencer (1954)                       | 3 augustus 2017                      | 24 november 2019  | R                             | Donald Trump (2017–2021)              | Trump                |
| [ 9 ]  |                                              | Thomas Modly                                 | Thomas Modly (1960)                          | 24 november 2019                     | 7 april 2020      | O                             | Donald Trump (2017–2021)              | Trump                |
| [ 9 ]  |                                              | James McPherson                              | James McPherson (1953)                       | 7 april 2020                         | 29 mei 2020       | O                             | Donald Trump (2017–2021)              | Trump                |
| 77     |                                              | Kenneth Braithwaite                          | Kenneth Braithwaite (1960)                   | 29 mei 2020                          | 20 januari 2021   | R                             | Donald Trump (2017–2021)              | Trump                |
| [ 9 ]  |                                              | Thomas Harker                                | Thomas Harker (1959)                         | 20 januari 2021                      | 10 augustus 2021  | O                             | Joe Biden (2021–heden)                | Biden                |
| 78     |                                              | Carlos Del Toro                              | Carlos Del Toro (1961)                       | 10 augustus 2021                     | heden             | O                             | Joe Biden (2021–heden)                | Biden                |

- International Standard Name Identifier: 0000 0001 1087 3903